# Volker Bruch

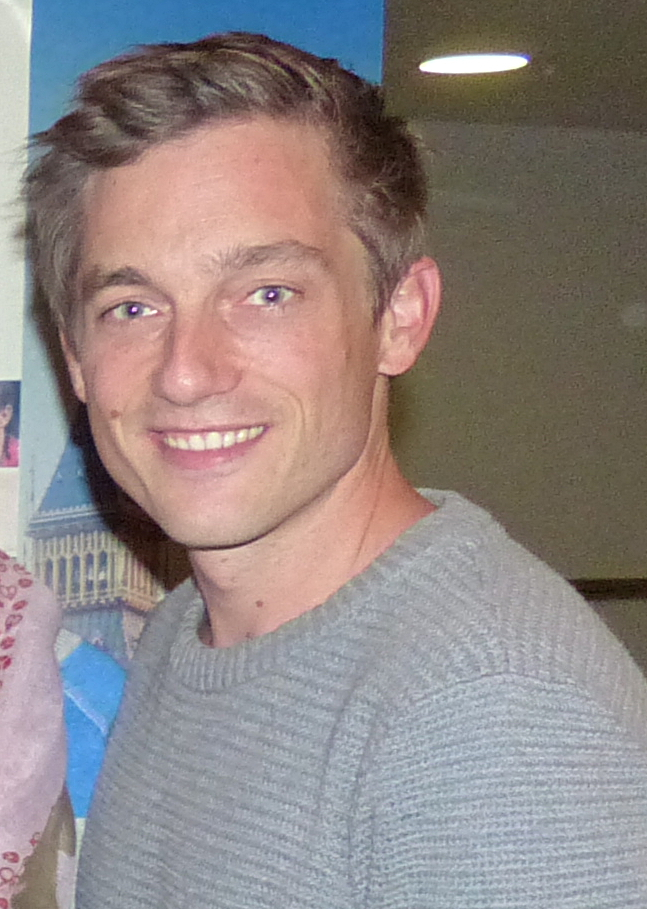
Volker Bruch (2014)

Volker Bruch (9 maart 1980) is een Duits-Oostenrijkse acteur bekend van film en televisie. Hij is met name bekend voor zijn hoofdrol in de televisieserie Unsere Mütter, unsere Väter (2013) als Wilhelm Winter en zijn hoofdrol als Gereon Rath in Babylon Berlin (2017-heden).

## Levensloop
Bruch werd in 1980 in West-Duitsland geboren als zoon van een Duitse vader en Oostenrijkse moeder. Hij groeide op in München met vijf broers en zussen. Hij begon met acteren terwijl hij op het gymnasium zat en was betrokken bij studentenacteergroepen. Na het behalen van zijn universitair toelatingsexamen studeerde hij podiumkunsten aan het Max Reinhardt Seminar in Wenen, Oostenrijk. Bruch maakte tijdens zijn studie een bewuste keuze om zich toe te leggen op acteren voor televisie en film, in plaats van theater. In deze periode maakte hij een aantal van zijn eerste televisieoptredens. In 2005 studeerde hij af.

## Carrière
Bruch speelde in het begin van zijn carrière vooral kleine rollen in Duitse televisie- en tv-filmproducties. Zijn eerste noemenswaardige rol was als Axi in de Duitse televisiefilm Rose uit 2005, waarvoor hij een Duitse Televisie Award voor Beste Bijrol won. Het jaar 2008 was noemenswaardig voor Bruchs carrière, hij acteerde in dat jaar in een aantal films, waaronder de Franse film Female Agents, de Engelstalige Duitse biopic The Red Baron als Oberleutnant Lothar Freiherr von Richthofen, de Oscar-genomineerde Duitse film Der Baader Meinhof Komplex als Stefan Aust, evenals de Oscar-winnende Amerikaanse film The Reader.
Bruch had daarna nog een paar kleine bijrollen voor zijn doorbraakrol in de populaire Duitse miniserie Unsere Mütter, unsere Väter uit 2013, waarin hij een van de vijf hoofdrolspelers speelde. Bruch werd genomineerd voor een Deutscher Fernsehpreis voor zijn optreden en ontving een speciale prijs voor Ensemble Cast op de 2013 Beierse TV Awards.
Na Unsere Mütter, unsere Väter speelde Bruch in diverse film- en televisieproducties van uiteenlopende omvang, tot hij in 2016 werd gecast in Babylon Berlin. In Babylon Berlin speelt Bruch de hoofdrol van politie-inspecteur Gereon Rath, die een reeks misdaden onderzoekt in het Berlijn uit het tijdperk van de Weimarrepubliek. De eerste twee seizoenen van de show werden gefilmd in acht maanden vanaf mei 2016 en achtereenvolgens uitgebracht in het najaar van 2017. Babylon Berlin is zowel in Duitsland als bij het internationale publiek erg populair geweest en heeft Bruch tot internationale bekendheid verheven. Bruch wordt beschouwd als een van de opkomende sterren van Duitsland. Voor zijn vertolking ontving Bruch in 2018 een Gouden Camera Award en deelt hij een Adolf Grimme Preis met het team van Babylon Berlin.
De show ging op een langdurige productiestop van een jaar waarin Bruch twee films opnam; in 2018 speelde hij een rol in de breed uitgebrachte Amerikaanse film The Girl in the Spider's Web en filmde hij de Duitse productie Rocca Changes the World. Eind 2018 begon Bruch aan de zes maanden durende opnames voor de derde seizoen van Babylon Berlin, die in januari 2020 in Duitsland in première ging. Een vierde seizoen met Bruch in de hoofdrol zal naar verwachting in 2021 worden geproduceerd en uitgebracht.

## Filmografie

### Bioscoop
- 2003: Raus ins Leben
- 2005: Rose
- 2006: Das wahre Leben
- 2007: Beste Zeit
- 2008: Les femmes de l’ombre
- 2008: Beste Gegend
- 2008: Der Rote Baron
- 2008: Der Baader Meinhof Komplex
- 2008: Der Vorleser
- 2008: Little Paris
- 2009: Tannöd
- 2010: Nanga Parbat
- 2010: Goethe!
- 2011: Westwind
- 2012: Confession d’un enfant du siècle
- 2014: Beste Chance
- 2014: Hin und weg
- 2015: Fack ju Göhte 2
- 2015: Outside the Box
- 2018: Verschwörung
- 2019: Rocca verändert die Welt
- 2022: Der Pfad

### Televisie
- 2002: Vater wider Willen - Große Kinder, kleine Kinder (televisieserie)
- 2003: SK Kölsch - CSD (televisieserie)
- 2004: SOKO Kitzbühel - Tödliches Dreieck (televisieserie)
- 2004: Kommissar Rex - Nina um Mitternacht (televisieserie)
- 2004: Baal
- 2004: Die Verbrechen des Professor Capellari – Ein Toter kehrt zurück (televisieserie)
- 2004: Tatort: Tod unter der Orgel (televisieserie)
- 2005: SOKO Leipzig - Die Polizistin (televisieserie)
- 2005: Unter weißen Segeln – Abschiedsvorstellung (televisieserie)
- 2005: Hengstparade
- 2005: Tatort: Leiden wie ein Tier
- 2006: Der Untergang der Pamir
- 2006: Die Unbeugsamen
- 2007: Der Staatsanwalt - Glückskinder (televisieserie)
- 2007: Ein starkes Team: Stumme Wut (televisieserie)
- 2007: Nichts ist vergessen
- 2008: Machen wir’s auf Finnisch
- 2008: Einer bleibt sitzen
- 2008: Tatort: Unbestechlich
- 2011: Treasure Guards
- 2013: Unsere Mütter, unsere Väter (Fernsehdreiteiler)
- 2013: München Mord: Wir sind die Neuen (televisieserie)
- 2013: Tatort: Der Eskimo
- 2014: Die Pilgerin (Fernsehzweiteiler)
- 2015: Das goldene Ufer
- 2016: Ein Teil von uns
- sinds 2017: Babylon Berlin (televisieserie)
- 2019: Jerks. - Volker (televisieserie)

## Hoorspelen
- 2012: Emily Brontë: Sturmhöhe (als Edgar) – Bewerking en regie: Kai Grehn (hoorspel (2 delen) – NDR/SWR) Der Höverlag, ISBN 978-3-86717-931-7
- 2013: E. M. Cioran: Vom Nachteil, geboren zu sein – Regie: Kai Grehn (hoorspel – SWR)
- 2014: Walt Whitman: Children of Adam – Vertaling en regie: Kai Grehn (klankkunst – RB/DKultur/SWR)
- 2023: Kai Grehn: Die Causa Jeanne d'Arc – Regie: Kai Grehn (hoorspel – SWR/ RBB)